# Sharam Nazeri
Shahram Nazeri, (persiska: شهرام ناظری, kurdiska: شارام نازری) född 18 februari 1950 i Kermanshah, Kejsardömet Iran, är en av de mest kända sångarna bland Irans klassiska musiker. Han sjunger både på persiska men även på kurdiska och har gett ut ett 40-tal skivor. Han har kallats för ”Irans Pavarotti” och ”Den persiska näktergalen”.